# 올드필드쥐
올드필드쥐 또는 해변쥐(Peromyscus polionotus)는 비단털쥐과에 속하는 설치류의 일종이다. 미국 남동부의 모래 해변과 옥수수 농장, 목화밭, 산울타리, 앞이 트인 산림 지대에서 발견된다. 털 색은 지리적 위치에 따라 다르다. 내륙 개체군은 일반적으로 엷은 황갈색을 띠는 반면에 해안가 개체군은 희미하거나 희다. 씨앗과 과일, 때로는 곤충을 먹고 살며, 수수한 굴 속에서 3~4마리의 새끼를 기른다. 생후 20~25일 이후에 젖을 떼며, 암컷은 30일이 지나면 짝짓기가 가능하다. 포식자는 작은 포유류를 먹이로 삼는 동물이다. 포획 상태에서 한 마리가 약 5년까지 산 기록이 있다. 널리 분포하고 풍부하기 때문에 "관심대상종"으로 분류되며, 전체적으로 큰 위협 요인은 없는 반면에 작은 분포 지역을 가진 몇몇 아종은 위험에 처해 있거나 심지어 멸종되었다.

## 특징
상체는 엷은 황갈색이고, 대부분의 분포 지역에서 하체는 회색 또는 흰색을 띠는 반면에 흰 모래 해변에서는 밝은 색 또는 심지어 흰색을 띤다. 내륙 개체군은 좀더 진하며 작고, 꼬리는 짧으며 윗면이 검고 아랫면은 희다. 보통 몸과 꼬리는 지리적 위치에 따라 약간 다양한 색을 띤다.
| 성체 20마리(앨라배마 주, 플로리다, 조지아 주)의 측정값 | 성체 20마리(앨라배마 주, 플로리다, 조지아 주)의 측정값 |
| ------------------------------------------------------ | ------------------------------------------------------ |
| 머리부터 몸까지 길이                                   | 127mm, 122~138mm                                       |
| 꼬리 길이                                              | 47mm, 40~51mm                                          |
| 뒷발 길이                                              | 16.5mm, 15~18mm                                        |
| 몸무게                                                 | 8~19g                                                  |
| 이배성 염색체 수                                       | 48                                                     |
| 치열                                                   | 1.0.0.3 = 16                                           |

## 분포 및 서식지
올드필드쥐는 앨라배마주 중부와 테네시주 남중부, 사우스캐롤라이나주 서부, 미시시피주 북동부, 조지아주 지역부터 멕시코 만에 접하는 해안 지역, 플로리다반도 대부분 지역과 서부 지역의 미국 남동부에서만 발견된다.
모래밫과 해변을 좋아하지만, 옥수수 농장과 면화밭, 때로는 산울타리, 앞이 트인 산림 지대에서도 발견된다. 육지와 해변 개발 때문에 서식지가 위협을 받고 있다. 개체수는 헥타르 당 최대 6마리까지 기록되고 있다.

## 아종
16종의 아종이 알려져 있다.
- P. p. albifrons Osgood, 1909
- 촉타왓치해변쥐 (P. p. allophrys) Bowen, 1968 - 멸종위기종
- 앨라배마해변쥐 (P. p. ammobates) Bowen, 1968 - 멸종위기종
- P. p. colemani Schwartz, 1954
- P. p. decoloratus A. H. Howell, 1939 - 절멸종
- P. p. griseobracatus Bowen, 1968
- P. p. leucocephalus A. H. Howell, 1920 - 준위협종
- P. p. lucubrans Schwartz, 1954
- 남동부해변쥐 (P. p. niveiventris) (Chapman, 1889) - 취약근접종
- 세인트앤드류해변쥐 (P. p. peninsularis) A. H. Howell, 1939 - 멸종위기종
- 아나스타시아섬해변쥐 (P. p. phasma) Bangs, 1898 - 멸종위기종
- 올드필드쥐 (P. p. polionotus) (Wagner, 1843)
- P. p. rhoadsi Bangs, 1898
- P. p. subgriseus (Chapman, 1893)
- P. p. sumneri Bowen, 1968
- 페르디도케이해변쥐 (P. p. trissyllepsis) Bowen, 1968 - 절멸위급종